# Madeline Kahn
Madeline Kahn (Boston, Massachusetts, 29 de septiembre de 1942 - Nueva York, 3 de diciembre de 1999) fue una actriz y cantante lírica estadounidense que conquistó la fama en películas de Mel Brooks como actriz cómica. Obtuvo dos nominaciones al Oscar y ganó un Premio Tony en 1993, fue nominada a ese premio teatral en cuatro oportunidades y cinco veces al Globo de Oro.

## Trayectoria
Madeline Gail Wolfson nació en Boston y vivió en Nueva York desde pequeña. Estudió en la Martin Van Buren High School de Queens, donde ganó una beca para estudiar actuación en la Hofstra University, donde se graduó en 1964.
Debutó en Broadway en 1967 y en 1968 participó en la opereta Candide de Leonard Bernstein en honor al 50 cumpleaños del compositor. Actuó en varios shows y musicales debutando en cine en el corto De Düva (La Paloma), una parodia sobre el estilo de Ingmar Bergman y como la prometida de Ryan O'Neal en What's Up, Doc? de Peter Bogdanovich (1972) junto a Barbra Streisand. 
Le siguió Luna de papel por el que ganó una nominación al Óscar como mejor actriz de reparto como "Trixie Delight" y notables intervenciones en films cómicos de Mel Brooks: Blazing Saddles (1974) (su memorable parodia de Marlene Dietrich como "Lili von Shtupp" en el lejano oeste le mereció otra candidatura al Oscar), Young Frankenstein como la novia del monstruo parodiando a Jeanette MacDonald (1974), la participación en At Long Last Love (1975), High Anxiety (1977) y La loca historia del Mundo (1981) como la sensual Emperatriz Nympho.
Después de varios films, en 1983 protagonizó su propio show en televisión "Oh Madeline", participando en varios shows como el de Los Muppets, Carol Burnett, Johnny Carson, en la celebración del centenario de Irving Berlin en Carnegie Hall etc.
Hacia el final de su carrera regresó al teatro en el papel de Judy Holliday en el revival de Born Yesterday (Nacida ayer) en 1989.
En 1993 ganó un Premio Tony a la mejor actriz por Las hermanas Rosensweig de Wendy Wasserstein.

## Enfermedad y muerte
A Kahn le diagnosticaron cáncer de ovario en 1998. Se sometió a tratamiento, siguió trabajando en Cosby', y se casó con John Hansbury en el verano de 1999. Sin embargo, la enfermedad se extendió rápidamente, y murió el 3 de diciembre de 1999, a los 57 años.
Fue incinerada el 6 de diciembre en el Garden State Crematory de North Bergen (Nueva Jersey). Un banco dedicado a su memoria fue erigido en Central Park por su marido John y su hermano Jeffrey.  El banco se encuentra cerca del Jacqueline Kennedy Onassis Reservoir en West 87th Street.

## Premios y reconocimientos
| Year            | Award                 | Category                                             | Work                                             | Result   | Ref    |
| --------------- | --------------------- | ---------------------------------------------------- | ------------------------------------------------ | -------- | ------ |
| 1973            | Golden Globe Award    | Actriz revelación                                    | What's Up, Doc?                                  | Nominada | [ 12 ] |
| 1974            | Golden Globe Award    | Mejor actriz de reparto-Película                     | Paper Moon                                       | Nominada | [ 12 ] |
| 1974            | Academy Award         | Best Supporting Actress                              | Paper Moon                                       | Nominada | [ 13 ] |
| 1974            | Drama Desk Award      | Interpretación destacada                             | In the Boom Boom Room                            | Ganadora |        |
| 1974            | Tony Award            | Mejor actriz de teatro                               | In the Boom Boom Room                            | Nominada |        |
| 1975            | Golden Globe Award    | Mejor actriz de reparto-Película                     | Young Frankenstein                               | Nominada | [ 12 ] |
| 1975            | Academy Award         | Mejor Actriz de Reparto                              | Blazing Saddles                                  | Nominada | [ 13 ] |
| 1978            | Tony Award            | Mejor Actriz de Musical                              | On the Twentieth Century                         | Nominada |        |
| 1984            | Golden Globe Award    | Mejor Actriz - Serie de Televisión Musical o Comedia | Oh Madeline                                      | Nominada | [ 12 ] |
| 1984            | People's Choice Award | Actriz favorita en una nueva serie de televisión.    | Oh Madeline                                      | Ganadora |        |
| 1987            | Daytime Emmy Award    | Intérprete Destacada en Programación Infantil        | ABC Afterschool Special: Wanted: The Perfect Guy | Ganadora |        |
| 1989            | Tony Award            | Mejor actriz de teatro                               | Born Yesterday                                   | Nominada |        |
| 1993            | Drama Desk Award      | Actriz destacada en una obra de teatro               | The Sisters Rosensweig                           | Ganadora |        |
| 1993            | Tony Award            | Mejor actriz de teatro                               | The Sisters Rosensweig                           | Ganadora |        |
| Honorary awards |                       |                                                      |                                                  |          |        |
| 2003            |                       | Salón de la Fama del Teatro Americano                |                                                  | Ganadora | [ 14 ] |